# Danté Exum
Danté Exum (Melbourne, 13 luglio 1995) è un cestista australiano, attualmente militante nei Dallas Mavericks.

## Carriera
Cresciuto a livello giovanile nell'Australian Institute of Sport, ha esordito con la nazionale australiana nel 2013 in occasione dei FIBA Oceania Championship 2013, vinti dai Boomers ai danni della Nuova Zelanda.

### NBA
Il 26 giugno 2014 viene selezionato al draft con la quinta scelta assoluta dagli Utah Jazz. Il 23 dicembre 2019 viene ceduto ai Cleveland Cavaliers assieme a 2 seconde scelte (San Antonio 2022 e Golden State 2023) per Jordan Clarkson.

## Statistiche

### NBA

#### Regular Season
| Anno      | Squadra             | PG  | PT  | MP   | TC%  | 3P%  | TL%  | RP  | AP  | PRP | SP  | PP  |
| --------- | ------------------- | --- | --- | ---- | ---- | ---- | ---- | --- | --- | --- | --- | --- |
| 2014-2015 | Utah Jazz           | 82  | 41  | 22,2 | 34,9 | 31,4 | 62,5 | 1,6 | 2,4 | 0,5 | 0,2 | 4,8 |
| 2016-2017 | Utah Jazz           | 66  | 26  | 18,6 | 42,7 | 29,5 | 79,5 | 2,0 | 1,7 | 0,3 | 0,2 | 6,2 |
| 2017-2018 | Utah Jazz           | 14  | 0   | 16,8 | 48,3 | 27,8 | 80,6 | 1,9 | 3,1 | 0,6 | 0,2 | 8,1 |
| 2018-2019 | Utah Jazz           | 42  | 1   | 15,8 | 41,9 | 29,0 | 79,1 | 1,6 | 2,6 | 0,3 | 0,1 | 6,9 |
| 2019-2020 | Utah Jazz           | 11  | 0   | 7,5  | 43,5 | 33,3 | 100  | 1,1 | 0,6 | 0,1 | 0,2 | 2,2 |
| 2019-2020 | Cleveland Cavaliers | 24  | 1   | 16,8 | 47,9 | 35,1 | 73,2 | 2,3 | 1,4 | 0,5 | 0,3 | 5,6 |
| 2020-2021 | Cleveland Cavaliers | 6   | 3   | 19,3 | 38,5 | 18,2 | 50,0 | 2,8 | 2,2 | 0,7 | 0,3 | 3,8 |
| 2023-2024 | Dallas Mavericks    | 55  | 17  | 19,8 | 53,3 | 49,1 | 77,9 | 2,7 | 2,9 | 0,4 | 0,1 | 7,8 |
| 2024-2025 | Dallas Mavericks    | 20  | 13  | 18,6 | 47,8 | 43,4 | 74,2 | 1,7 | 2,8 | 0,6 | 0,2 | 8,7 |
| Carriera  | Carriera            | 320 | 102 | 18,8 | 43,5 | 34,3 | 76,5 | 1,9 | 2,3 | 0,4 | 0,2 | 6,2 |

#### Playoffs
| Anno     | Squadra          | PG | PT | MP   | TC%  | 3P%  | TL%  | RP  | AP  | PRP | SP  | PP  |
| -------- | ---------------- | -- | -- | ---- | ---- | ---- | ---- | --- | --- | --- | --- | --- |
| 2017     | Utah Jazz        | 7  | 0  | 12,0 | 40,7 | 33,3 | 100  | 0,9 | 1,3 | 0,7 | 0,0 | 4,6 |
| 2018     | Utah Jazz        | 10 | 0  | 11,4 | 48,8 | 28,6 | 75,0 | 1,4 | 1,0 | 0,1 | 0,1 | 5,1 |
| 2024     | Dallas Mavericks | 21 | 0  | 6,9  | 36,4 | 35,0 | 66,7 | 0,8 | 0,6 | 0,1 | 0,0 | 2,0 |
| Carriera | Carriera         | 38 | 0  | 9,0  | 42,0 | 33,3 | 79,2 | 1,0 | 0,8 | 0,2 | 0,1 | 3,3 |

### Eurolega
| Anno      | Squadra    | PG | PT | MP   | TC%  | 3P%  | TL%  | RP  | AP  | PRP | SP  | PP   |
| --------- | ---------- | -- | -- | ---- | ---- | ---- | ---- | --- | --- | --- | --- | ---- |
| 2021-2022 | Barcellona | 25 | 10 | 17,0 | 51,6 | 54,5 | 84,9 | 2,5 | 1,6 | 0,5 | 0,3 | 6,3  |
| 2022-2023 | Partizan   | 38 | 7  | 23,0 | 52,0 | 39,3 | 85,8 | 2,3 | 2,7 | 0,8 | 0,2 | 13,2 |
| Carriera  | Carriera   | 63 | 17 | 20,6 | 51,9 | 41,9 | 85,6 | 2,4 | 2,3 | 0,7 | 0,2 | 10,4 |

## Palmarès

### Squadra
- Copa del Rey: 1

Barcellona: 2022
- Lega Adriatica: 1

Partizan Belgrado: 2022-23
- Olimpiadi
 Tokyo 2020

### Individuale
- Quintetto ideale della ABA Liga: 1

Partizan: 2022-23